# Harari
Harari (amharsky ሐረሪ), plným názvem Stát lidu Harari, je jedním ze svazových států (kililoch) Etiopie. Jde o rozlohou nejmenší etiopský stát (region), vyjma federálních měst. Jeho hlavním městem je Harar. Stejně jako etiopské hlavní město je celý obklopen územím státu Oromie.
Většinu obyvatel tvoří Oromové (56,41 %), Amharové (22,77 %), Harari (8,65 %), Gurage (4,34 %), Somálci (3,87 %), Tigrajové (1,53 %), a Argobbové (1,26 %). Většina obyvatelstva jsou muslimové (68,99 %), 27,1 % jsou etiopští pravoslavní, 3,4 % protestanti a 0,3 % katolíci.